# Mastixia arborea
Espèce
Synonymes
- Bursinopetalum arboreum Wight[1]
- Mastixia arborea subsp. arborea[1]

Statut de conservation UICN

 LC  : Préoccupation mineure
Mastixia arborea est une espèce de plantes de la famille des Nyssaceae.

## Liste des sous-espèces
Selon Catalogue of Life (10 avril 2019) :
- sous-espèce Mastixia arborea subsp. arborea
- sous-espèce Mastixia arborea subsp. macrophylla
- sous-espèce Mastixia arborea subsp. meziana

Selon The Plant List (10 avril 2019) :
- sous-espèce Mastixia arborea subsp. macrophylla (Thwaites) K.M.Matthew
- sous-espèce Mastixia arborea subsp. meziana (Wangerin) K.M.Matthew ex Ramamoorthy

Selon Tropicos (10 avril 2019) (Attention liste brute contenant possiblement des synonymes) :
- sous-espèce Mastixia arborea subsp. arborea
- sous-espèce Mastixia arborea subsp. macrophylla (Thwaites) K.M. Matthew
- sous-espèce Mastixia arborea subsp. meziana (Wangerin) K.M. Matthew ex Ramamoorthy

## Publication originale
- The Flora of British India 2: 745. 1879.